# Єжувка (Мазовецьке воєводство)
Єжувка (пол. Jeżówka) — село в Польщі, у гміні Сохачев Сохачевського повіту Мазовецького воєводства.
Населення — 259 осіб (2011).
У 1975-1998 роках село належало до Скерневицького воєводства.

## Демографія
Демографічна структура станом на 31 березня 2011 року:
|          | Загалом | Допрацездатний вік | Працездатний вік | Постпрацездатний вік |
| -------- | ------- | ------------------ | ---------------- | -------------------- |
| Чоловіки | 126     | 31                 | 85               | 10                   |
| Жінки    | 133     | 26                 | 75               | 32                   |
| Разом    | 259     | 57                 | 160              | 42                   |